# Лиакумович, Александр Григорьевич
Алекса́ндр Григо́рьевич Лиакумо́вич (5 марта 1931, Бобруйск — 16 декабря 2013, Казань) — советский и российский химик-технолог, доктор технических наук (1968), профессор (1977), Лауреат Государственной премии СССР (1989), заслуженный деятель науки и техники Татарской АССР (1981), заслуженный деятель науки Российской Федерации (1997).

## Биография
В 1948году окончил среднюю школу в с. Уварово Тамбовской области.
1954 г. — окончил Московский институт тонкой химической технологии.
1954—1959 гг. — м.н.с., с.н.с., руководитель группы в НИИ «Гипрокаучук», г. Москва.
1959—1960 гг. — заведующий лабораторией «Гипрокаучук», г. Стерлитамак БашАССР.
1960—1975 гг. — заместитель главного инженера, зам. директора по науке Стерлитамакского завода СК.
1964 г. — защитил диссертацию на соискание учёной степени кандидата технических наук.
1968 г. — доктор технических наук.
1975—1989 гг. — заведующий кафедрой общетеоретических дисциплин Нижнекамского филиала КХТИ.
1989—2002 гг. — заведующий кафедрой технологии синтетического каучука.
1989—2002 гг. — директор Центра по разработке эластомеров КГТУ.
2002—2013 гг. — профессор кафедры технологии синтетического каучука.
Автор более 400 научных трудов, 600 изобретений. Подготовлено 9 докторов и 42 кандидата наук.

## Научная деятельность
Научные интересы: нефтехимический синтез, интенсификация действующих производств, синтез лекарственных препаратов. Руководитель комплекса работ по ингибированию побочных реакций важнейших нефтехимических процессов: выделения и очистки изопрена, дивинила, стирола; принципиально новых производств: янтарной кислоты, эндикового ангидрида, химических добавок для полимерных материалов. Научные разработки Лиакумовича были внедрены на Стерлитамакском заводе синтетического каучука, Стерлитамакском нефтехимическом заводе, предприятии «Казаньоргсинтез» и т. д.

## Основные труды
- Комплексная переработка пентан-амиленовой фракции башкирских нефтеперерабатывающих заводов с выделением мономеров, применяемых в производстве изопрена : диссертация … кандидата технических наук : 05.00.00. — Стерлитамак, 1962. — 187 с.
- Химия и технология мономеров промышленности синтетического каучука: Учеб. пособие / П. А. Кирпичников, А. Г. Лиакумович, Л. М. Попова, Д. Г. Победимский ; М-во высш. и сред. спец. образ. РСФСР. Казан. хим.-технол. ин-т им. С. М. Кирова. — Казань: [б. и.], 1976. — 142 с.
- Паукштис Е. А. , Коцаренко Н. С. , Юрченко Э. Н. , Венюков В. Ф. , Лиакумович А. Г. , Набережнова Г. Н. , Белякова Л. Д. Кислотно-основные свойства алюмохромового катализатора // Кинетика и катализ. 1983. Т.24. № 4. С.972-977.
- Переработка отходов силиконовых резин / Д. Р. Каримова, А. Г. Лиакумович // Промышленное производство и использование эластомеров. 2011. Вып. 4. С. 55-58.
- Научно-практические основы процесса дегидрирования этилбензола в присутствии водяного пара, полученного из воды, подвергнутой физическому воздействию / Л. М. Юнусова, А. Г. Лиакумович ; М-во образования и науки России, Казан. нац. исслед. технол. ун-т. — Казань : Издательство Казанского национального исследовательского технологического университета, 2012. — 94, [1] с. : ил. ; 21 см. — Библиогр.: с. 81-93. — 100 экз. — ISBN 978-5-7882-1258-6
- Химическая технология переработки газового сырья: производство мономеров из газового сырья : учебное пособие / Р. А. Ахмедьянова, А. Г. Лиакумович ; М-во образования и науки Российской Федерации, Федеральное гос. бюджетное образовательное учреждение высш. проф. образования «Казанский нац. исследовательский технологический ун-т». — Казань : Изд-во КНИТУ, 2015. — 180 с. : ил., табл.; 21 см; ISBN 978-5-7882-1704-8
- Технология мономеров для синтетических каучуков общего назначения: учебное пособие / А. Г. Лиакумович, Р. А. Ахмедьянова, Г. Р. Котельников. — Санкт-Петербург : Профессия : Центр образовательных программ «Профессия», 2016. — 217 с.: ил.; 24 см. — Библиогр.: с. 215. — 300 экз. — ISBN 978-5-91884-078-8 (в пер.)

## Награды
Награждён медалью «За доблестный труд» (1969); орденами Трудового Красного Знамени (1974), «Дружбы»; знаками «Почётный химик РФ», «Лучший изобретатель отрасли» (1973), «Отличник Министерства нефтехимической промышленности СССР» (1978).

## Известные адреса
- Казань, улица Галеева, 10[1].